# 9733 Valtikhonov
9733 Valtikhonov este un asteroid din centura principală de asteroizi.

## Descriere
9733 Valtikhonov este un asteroid din centura principală de asteroizi. A fost descoperit pe 19 septembrie 1985 la Observatorul de Astrofizică din Crimeea de Nikolai Cernîh și Liudmila Cernîh. Asteroidul prezintă o orbită caracterizată de o semiaxă mare de 2,19 ua, o excentricitate de 0,20 și o înclinație de 6,4° în raport cu ecliptica.